# Prelatura territorial de Jesús María
La Prelatura territorial de Jesús María (castellà: Prelatura territorial de Jesús María, llatí:  Praelatura Territorialis Nayariana de Iesu et Maria) és una seu de l'Església Catòlica a Mèxic, sufragània de l'arquebisbat de Guadalajara, i que pertany a la regió eclesiàstica Occidente. Al 2013 tenia 139.300 batejats sobre una població de 151.700 habitants. Actualment està regida pel bisbe Jesús González Hernández, O.F.M.

## Territori
La diòcesi s'estén sobre quatre l'estats mexicans: Nayarit, Durango, Zacatecas i Jalisco.
La seu prelatícia és la ciutat de El Nayar, on es troba la catedral de Jesús Maria.
El territori s'estén sobre 25.000 km², i està dividit en 15 parròquies.

## Història
La prelatura territorial va ser erigida el 13 de gener de 1962 mitjançant la butlla Venerabilis Frater del Papa Joan XXIII, prenent el territori de l'arquebisbat de Durango i dels bisbats de Colima i de Zacatecas.

## Cronologia episcopal
- Manuel Romero Arvizu, O.F.M. † (24 de maig de 1962 - 27 de juny de 1992 renuncià)
- José Antonio Pérez Sánchez, O.F.M. (27 de juny de 1992 - 27 de febrer de 2010 renuncià)
- Jesús González Hernández, O.F.M., des de 27 de febrer de 2010

## Estadístiques
A finals del 2013, la diòcesi tenia 139.300 batejats sobre una població de 151.700 persones, equivalent al 91,8% del total.
| any  | població | població | població | sacerdots | sacerdots       | sacerdots       | sacerdots             | diaques | religiosos | religiosos | parròquies |
| ---- | -------- | -------- | -------- | --------- | --------------- | --------------- | --------------------- | ------- | ---------- | ---------- | ---------- |
| any  | batejats | total    | %        | total     | clergat secular | clergat regular | batejats por sacerdot | diaques | homes      | dones      |            |
| 1966 | 33.000   | 37.000   | 89,2     | 10        | 1               | 9               | 3.300                 |         | 2          | 15         | 9          |
| 1968 | 48.000   | 65.000   | 73,8     | 13        |                 | 13              | 3.692                 |         | 22         | 16         | 7          |
| 1976 | 55.000   | 60.000   | 91,7     | 15        |                 | 15              | 3.666                 |         | 21         | 24         | 10         |
| 1980 | 77.700   | 82.900   | 93,7     | 17        |                 | 17              | 4.570                 | 1       | 25         | 30         | 11         |
| 1990 | 146.000  | 150.000  | 97,3     | 15        |                 | 15              | 9.733                 | 1       | 27         | 29         | 12         |
| 1999 | 200.000  | 220.000  | 90,9     | 25        | 10              | 15              | 8.000                 | 1       | 28         | 6          | 15         |
| 2000 | 210.000  | 225.000  | 93,3     | 23        | 10              | 13              | 9.130                 | 1       | 24         | 6          | 15         |
| 2001 | 160.000  | 175.000  | 91,4     | 23        | 10              | 13              | 6.956                 | 1       | 19         | 6          | 15         |
| 2002 | 117.000  | 130.000  | 90,0     | 25        | 9               | 16              | 4.680                 | 1       | 20         | 6          | 15         |
| 2003 | 120.000  | 135.000  | 88,9     | 21        | 10              | 11              | 5.714                 | 1       | 18         | 6          | 15         |
| 2004 | 128.000  | 140.000  | 91,4     | 25        | 10              | 15              | 5.120                 | 1       | 20         | 15         | 15         |
| 2013 | 139.300  | 151.700  | 91,8     | 22        | 10              | 12              | 6.331                 | 2       | 24         | 47         | 15         |